# 拼多多
拼多多（NASDAQ：PDD）是成立于上海的手机电商购物平台，由上海寻梦信息技术有限公司于2015年9月创办，該平台正如其名允许用户通过团购的方式，向賣家或廠家下單來获得大幅折扣。拼多多以APP为主要运营方式，创始人为黄峥，法定代表人为朱健翀，注册时间为2014年1月9日。为了进一步提升产品在全球市场的份额，2022年9月拼多多在中国大陆以外地区推出Temu電商平台，在2年不到的时间内，收获全球 4.67 亿用户，排名全球第二。

## 模式

### 社交电商运营模式
拼多多将娱乐与分享的理念融入电商运营中，由用户发起邀请，与他人等拼单成功后，能以更低的价格买到所有商品，同时也通过拼单了解消费者，通过机器算法进行精准推荐商品。

## 历史

### 公司大事件
- 2015年9月，拼多多正式上线。
- 2016年7月份，腾讯、高榕、新天域1.1亿美元B轮投资拼多多。
- 2018年4月，拼多多完成新一轮融资，金额在30亿美金左右，估值接近150亿美金，投资方包括腾讯、红杉资本，腾讯为领投方[4]。
- 2018年拼多多用户数过两亿，GMV（英语：Gross merchandise volume）过千亿元人民币，日订单量居中国大陆全网第二仅次于淘宝[5]。
- 2018年7月26日，拼多多在美国纳斯达克上市，IPO发行价19美元一股[6]，上市当日暴涨，随后数个交易日大跌。
  - 纳斯达克上市期间，拼多多陷入媒体负面报道围剿，主要集中在其平台对假冒伪劣商品监管不力。中国时间7月31日，拼多多进行媒体沟通会，声称现阶段要快速清除山寨商品有难度[7]。
  - 多方影响下，拼多多股价出现异常波动。从上市当日的开盘大涨40%[8]，之后开始下跌，到美国时间8月1日盘中，跌破发行价[9]；同期出现做空盘[10]。这种波动造成市值蒸发约86亿美元（约合600亿人民币），股价波动造成投资者利益受损，多家美国律所开放针对性集体诉讼[9][11][12]。
- 2019年拼多多投入百亿元帮助贫困地区脱贫[13][14]。
- 2020年3月，拼多多推出线下团购工具“快团团”。[15]
- 2020年5月，上海推出五五购物节，拼多多首次将百亿补贴活动覆盖线下，覆盖包括第一八佰伴、第一百货商业中心、百联中环购物广场等各大上海核心商圈，以及世纪联华、上海华联超市等商超渠道。首批上线的新世界城10,000张消费券，上线30分钟被抢购一空[16]。
- 2021年3月17日，黄峥发布2021年度致股东信，宣布经董事会批准后将董事长职位交棒给现任CEO陈磊。黄峥在辞任董事长之后，将投身于食品科学和生命科学领域的基础研究。[17]。
- 2022年9月推出跨境購物平台Temu。
- 2023年5月，有報道稱拼多多提交給美国证券交易委员会的文件显示，該公司已将总部从中国迁至爱尔兰。[18]不過拼多多對此予以否認。[19]
- 2023年11月28日，拼多多集团（Nasdaq：PDD）发布2023年第三季度业绩报告。财报显示，拼多多今年第三季度收入为688.4亿元，同比增长93.9%。拼多多CEO陈磊在电话会议中透露，自去年三季度至今，Temu推出一年有余，已扩张至全球40多个国家及地区。[20]

### 多多农研科技大赛
自2020年以来，拼多多与包括联合国粮食及农业组织、中国农业大学、浙江大学在内的众多合作方，组织年度“多多农研科技大赛”。该比赛提供了一个创新平台，吸引青年学者、技术专家、创业者、研究机构和科技企业，针对具体需求，共同打造解决实际问题的实用型解决方案。
2020年，拼多多牵头举办第一届“多多农研科技大赛”，青年科学家、顶尖农人齐聚云南，开展人工和AI种植草莓比拼。
2021年，第二届“多多农研科技大赛”中，来自全球的顶尖农研团队，利用跨学科的种植、计算机等技术，依照可持续的种植实践，种植出兼顾高品质和高产量的樱桃番茄。
2022年，第三届“多多农研科技大赛”邀请参赛者在集装箱垂直农场场景内，利用LED照明、室内环境控制技术、营养模型、算法等远程控制作物生产所需的“温、光、水、肥、气”等要素，挑战以更低的能耗、更短的生长周期，种植出产量更高、品质更好的作物，设计产品最终形态，并验证商业化可行性。
2024年9月26日，“第四届全球农创客大赛”决赛开幕，9支来自全球各个国家的参赛队伍、数十位国际青年科学家现场展示其“AI+农业”方案和落地成果，以AI等新兴技术为工具，求解全球农粮体系的“热焦难”问题，引得现场中外评委连连追问。本届大赛由联合国粮农组织和浙江大学共同主办，由农业农村部对外经济合作中心、杭州市滨江区人民政府、拼多多共同支持，这也是拼多多连续4年支持该项赛事。

### 百亿农研专项
2021年8月，拼多多正式设立100亿元农业科技专项。“百亿农研”专项旨在面向农业及乡村的重大需求，不以商业价值和盈利为目的，致力于推动农业科技进步，科技普惠，以农业科技工作者和劳动者进一步有动力和获得感为目标。“百亿农研”专项由陈磊担任项目一号位。

## 争议

### 理念相关
拼多多创始人黄峥曾表示，拼多多的核心不是便宜，而是满足用户心里觉得占便宜的感觉。

### 虚假活动与风险
- 2019年11月，一微信公眾號指拼多多“雙十一提现活动”存在套路用戶的情況。[27]几天后该公众号又爆拼多多公关与其协商100万人民币删除文章并遭其拒绝。随后该公众号被爆侮辱鲁迅[28][29]，该公众号怀疑为拼多多公关所为[30]。拼多多则回应将用法律武器维权[31]。直到现在，拼多多的助力提现活动还在继续，刚开始时进度很快但随着提现金额越来越接近目标，获得奖励的难度会显著增加。例如，相差金额从几元、几角变成一分钱，直至变成价值极低的虚拟货币。 随着活动的进行，需要邀请的好友数量越来越多，甚至邀请上百人也无法成功提现。活动会设置严格的时间限制给用户带来很大压力。到最后只有极少数用户凑够了提现金额，但最终获得的不是现金，而是购物优惠券，还存在使用门槛和有效期限制。[32]参与此类活动，不仅没提现或砍价成功，还浪费了时间和搭进了人情。[33]
- 2021年3月，上海律师刘宇航因好友分享链接，参加拼多多的“砍价免费拿”活动，领取了一张“超级免单卡”，邀请多人砍价后，始终差“0.9%”。刘宇航怀疑拼多多数据不真实，以拼多多在提供网络服务时涉嫌违背诚实信用原则，使用虚假数据隐瞒规则已构成欺诈为由，向法院递交了起诉材料。[34]后拼多多回应称小数点后有6位，为0.9996427%，省略显示为0.9%。[35]最终，上海长宁法院判决拼多多构成知情权侵害，需赔偿原告400元。[35]
- 2022年3月17日，斗鱼主播超级小桀在直播中耗时数个小时并请求观众帮忙“砍一刀”但最后未砍下一部手机，在此后尝试拿100元优惠劵亦未果。该事件在数日内于网上迅速传播，流行的版本为六万人砍拼多多到小数点六位砍不下。3月19日，拼多多称消息不实，手机已发货[36][37]。当日，主播回应称拼多多说法不正确，是在下播后才成功而非砍价期间成功；另外，与网传不同，参与砍价应为数千人，且最后只砍到小数点五位。[38]
- 相关风险：拼多多在开展的助力提现、砍价的活动时，使得不法分子有机会利用虚假链接盗取用户的银行卡信息，在邀请好友助力的过程中，用户需要分享活动链接，这导致个人信息泄露。用户的个人信息、好友关系等会被第三方获取，个人信息泄露导致收到骚扰电话和诈骗短信。[39]

### 员工权益相关
拼多多存在996工作制和高强度工作的情况。

#### 员工猝死事件
北京时间2021年1月3日，网传年仅23岁的拼多多新疆分部员工因加班过多而猝死。对此，拼多多官方知乎账号于4日8时19分49秒回答相关问题，声称：
“你们看看底层的人民，哪一个不是用命换钱，我一直不以为是资本的问题，而是这个社会的问题，这是一个用命拼的时代，你可以选择安逸的日子，但你就要选择安逸带来的后果，人是可以控制自己的努力的，我们都可以。”
该回答由其自行于当日8时20分17秒删除。部分网民谴责此言论，并保存拼多多的回答截图。其后，拼多多声称网传自己在知乎的回答的截图为“伪造”。

但不久后，知乎官方账号“知乎小管家”发布回答，声称该回答确为拼多多官方账号发表，还给出了详细的发文和删帖时间。拼多多随后声明：
“品牌营销合作公司员工李某某先前因参与活动而登录了拼多多的知乎官方账户，在知乎回答问题后发现登录的是拼多多的官方账号，于是在发布后30秒内删除，故其发言不代表拼多多官方，事发后拼多多已经暂停与该供应商合作，修改密码回收账户，并将进一步追究相关人员责任，并坚决反对李某某所发布的言论，对其造成的负面影响表示真诚的歉意，并将立刻对官方账户进行全面排查整改”。
拼多多也上传了李某某的手写道歉，其中李某某的全名被马赛克处理。知乎次日以影响恶劣、将机构账号外借给个人。违反了知乎相关规定为由，拼多多的知乎账号一度被永久禁言，后改为禁言15天。。目前，知乎上输入“拼多多”無法搜索到拼多多官方账号。

#### 员工被辞退事件
北京时间2021年1月7日，网传拼多多上海本部一名员工被抬上救护车。随后，一名认证为拼多多平台治理经理的员工回应称，上午11点时一名男同事肠胃不舒服叫了120，经医生诊断为肠痉挛，人无大碍。1月8日，拼多多上海本部另一员工将前一天同事被抬上救护车的过程拍照，并匿名发布于社交平台脉脉而被拼多多辞退。1月10日，被辞退员工以当事人身份在新浪微博、bilibili视频网站等平台发布视频证实此事。他称1月8日当天从被谈话到赶出公司，整个过程仅30分钟，并进一步证实上海本部对员工每月工时300小时的强制要求，以及国家法定节假日强制要求员工提前返工等规定。他同时提到，以前述于1月3日凌晨猝死的新疆员工事件为例，内部员工没有收到任何的信息披露，公司的信息公开制度是不透明的。
北京时间1月11日上午9时31分，拼多多官方微博回应称上述被辞退员工在网络平台发布不实视频讯息，据公司回应，与其解约的真实原因为该员工在脉脉社区中发布“带有显著恶意的‘极端言论’”，违反了员工手册中双方约定的行为规范。根据拼多多提供的该员工言论截图显示，所谓“极端言论”包括“我现在就想拼多多死”、“把拼多多的那个极兔骨灰都扬了”等，其中“极兔”为一家与拼多多有关的速递服务公司。脉脉微信公众号于1月10日称脉脉不以任何形式向任何第三方提供职言区发帖用户信息，有网友推测认为拼多多通过爬虫技术对发帖员工进行定位。

#### 员工跳楼自杀
2021年1月9日中午12时30分左右，拼多多员工谭某林从长沙27楼家中跳楼当场离世，法医到场勘验后确认自杀。

### 运营相关
- 2018年3月9日晚间，微博多名网友爆料称拼多多被微信封杀，有媒体记者联系到拼多多工作人员，对方回应称拼多多官方微信服务号目前一切正常，而一名接近拼多多的知情人士告诉记者[53]：

“这对拼多多来说是小事情了，仅2017年拼多多就被微信封杀过1,000多次。”
- 2018年6月13日，数位商家在拼多多上海总部大厦集体讨伐维权。现场商家统一身着“拼多多，非法冻结商家资金，还我血汗钱，欺骗消费者”的上衣，情绪激烈，双方一度发生肢体冲突，场面极其混乱[54]。商家们指责被拼多多平台冻结账户资金，只得采取维权行动。拼多多发布公告，声称一直在推进“假一赔十、劣一赔三”的政策，商家被罚款项均使用于赔偿消费者，赔付消费者的资金链条可以在司法系统中清楚的展示[55]。

### 消费者权益
2021年5月10日，上海市消费者权益保护委员会约谈了拼多多，指出拼多多在消费者权益保护方面存在商品质量、假冒侵权、强制取消订单、虚假發货、售后服务、砍价拉新等方面的问题。

#### 违规商品
- 2018年6月7日法制晚报报道“拼多多现违法涉黄涉暴力商品”，拼多多可以买到便宜的商品，还有不少涉黄、涉暴力且涉违法的商品，包括开刃刀、伪基站设备、摩托车车牌及充气娃娃等[57]。
- 2018年6月8日，中国“扫黄打非”办公室通报，对“拼多多”平台涉嫌违法违规问题展开深入核查[58]。随后拼多多对此回应：已启动全面、系统清理，关闭涉事店铺，下架违规商品。
- 2018年7月25日，媒体爆料有网友在某社交平台上晒出了在拼多多购买的小米新品电视。订单截图显示，该电视名为“小米新品云智能语音电视”，65英寸4K版售价仅2960元，而小米科技官网上，小米电视4 65英寸版售价为8499元。而55英寸的小米电视4A、4X，也要2499元。到货后，该电视的前面板Logo上，赫然写着“小米新品”四个字。[59]
- 2018年7月26日，微信公众号出现文章《谁买走了拼多多的山寨电器？》（页面存档备份，存于），指出其平台上出现的多数仿冒品电器，流入了中国乡镇市场。[60][61]
- 2018年7月29日，深圳创维-RGB电子有限公司发布严正声明，称近期在“拼多多”购物平台上发现大量假冒创维品牌的电视产品销售，严重侵害了消费者和创维的品牌权益。这些假冒创维品牌包括创维先锋、创维云视TV、创维嘉、创维美、创维酷酷等等。为维护消费者和企业合法权益，公司正与“拼多多”严正交涉，要求其即日停上所有假冒创维电视产品的展示及销售活动。保留追究“拼多多”及相关侵权方责任的全部法律权利[62]。
- 2018年7月29日，中国大陆作家郑渊洁发布微博称自己向有关部门举报“拼多多”，原因是“拼多多”平台上销售侵犯著作权的盗版皮皮鲁系列图书[63][64]。
- 2018年7月31日，国家市场监督管理总局网监司对媒体反映的拼多多售卖侵权假冒商品等问题，要求上海市工商局约谈平台经营者[65]。上海市、长宁区两级工商局已约谈拼多多，要求其立即展开自查自纠，对媒体反映的以及商标权利人投诉举报的问题进行整改，切实维护消费者合法权益[66]。受事件影响，拼多多股价下跌[67]，同时美国律师事务所宣布代表拼多多股东对此次事件展开调查[68]。有媒体报道称，入驻拼多多平台的企业商家仅需取得国家知识产权局商标局签发的商标注册申请受理通知书后即可开店，而商标注册申请受理通知书在商标审核阶段（通常为七个月）均为有效。而个人商家发布商品审核则更加宽松，且无提交品牌授权书或商标注册证等材料要求[69]。
- 2018年8月2日，国家市场监管总局约谈拼多多负责人，同时对拼多多提出具体整改要求和工作建议，要求拼多多平台经营者严格履行主体责任，加强对入驻平台经营者及商品的管理和审核。而拼多多董事长黄峥表示将对拼多多平台全面整改[70]。
- 2018年8月8日，据媒体报道，自拼多多山寨电视机傍名牌问题暴露后，广州大石某电子城销售山寨电视机的许多店铺相继停业关门。有店主称，目前有工商在查，所以很多店铺都关门了。另有知情者表示，在当地的那条街上，什么牌子的电视机都能做，因为都是通过工厂回收劣质配件组装的，最后只是贴个牌。部分店主表示，拼多多上卖的电视机，几乎都出自这条“山寨电视”街。有村民指，目前在广州的“山寨电视”街上，卖电视、组装电视的店铺、工厂几乎都已经停业关门，部分工厂则搬迁了[71]。
- 2019年4月25日，美国贸易代表办公室将拼多多列入其侵犯知识产权的年度“恶名市场”名单，该办公室指出：“据报告，很多对价格敏感的购物者都意识到拼多多网站上假货泛滥，但仍然被该平台上的低价商品所吸引。”受此影响，拼多多股价下跌。翌日拼多多对此作出回应，表示“不能认同”[72]。
- 2019年1月22日，山西省芮城县警方侦破一起涉案900万元的非法销售假药案，拼多多销售儿童假药“丁桂儿脐贴”[73]。
- 2022年7月，拼多多平台上，寵物食品業者「力歐高」販售「女童下體肉」引起熱議，網友披露了相關涉黃暴群組[74]。隨後拼多多緊急將其停業進行調查[75]。

### 恶意代码
2023年2月28日，安全研究服务机构“DarkNavy”发布《「 深蓝洞察 」2022 年度最“不可赦”漏洞》一文，称拼多多通过各Android的OEM厂商系统中的0Day漏洞进行提权，然后进行各类违规违法的操作，包括窃取用户隐私数据、攻击竞争对手App等。3月20日，Google公司表示，由于发现拼多多的多个版本中存在恶意软件问题，拼多多APP从Google play下架。
3月28日，卡巴斯基实验室的研究人员确认拼多多的安装程序带有恶意代码。该恶意代码利用Android已知的漏洞进行提权，下载并执行其他恶意模块，其中一些还获得了访问用户通知和文件的权限。卡巴斯基实验室的产品将此安装包检测为“HEUR:Backdoor.AndroidOS.Pinduo.a”。同日，安全机构Lookout分析了拼多多的代码，证实了深蓝洞察发布的报告。
美国有线电视新闻网对拼多多进行了调查，发现该应用利用安卓系统的50多个漏洞安插恶意软件来窃取用户个人信息，未经用户授权自行提高用户权限，并阻止用户卸载。报道还称，拼多多内部人员透露，公司于2020年成立百人小组专门研究安卓的漏洞。
蓝点网称，拼多多于3月7日解散了这个漏洞挖掘团队，但仍保留20名核心成员继续挖掘和利用漏洞。
芬兰网络安全公司WithSecure称，这是非常不寻常的，同时该公司研究员也表示，没有证据表明拼多多曾将数据转交给中国政府。
蓝点网称，拼多多在新版本中删除了有关的代码，同时出动公关团队将其相关的报道删除，并且在微信公众平台投诉发布相关内容的公众号，甚至在公众号所有者不承认侵权后、微信审核也不认为存在侵权后，重复发起投诉，试图诱导、逼迫公众号所有者删除相关文章。

### 恶意引流
2025年5月，浙江省高级人民法院对米哈游诉上海寻梦信息技术有限公司（以下简称“拼多多”）不正当竞争案作出二审终审判决，在维持一审虚假宣传认定的基础上，认定拼多多构成仿冒混淆的不正当竞争行为，判令其停止侵权，刊登声明消除影响，并赔偿经济损失及维权合理费用100万元。此前，在中国大陆多个网络平台出现大量借用《原神》素材为拼多多App引流的视频，相关视频中均宣称“1元即可抢购一万原石”，并挂载了活动链接。玩家点击链接后，系统会跳转至拼多多App下载界面，引导玩家下载App参与抽奖活动；但进入活动界面后，玩家无法通过抽奖获得原石，仅能抽取拼多多App内的“娱乐补贴金”。经进一步查明，拼多多在视频平台发布了《原神》游戏主题任务，提供视频制作参考素材和固定话术，招募短视频博主进行商业推广，要求在视频中或评论区挂载“1元抢一万原石”活动链接，为拼多多App拉新引流。